# 蓝虎 (1974年)
蓝虎（1974年11月—），男，中华人民共和国外交官，曾任中华人民共和国驻哥伦比亚共和国特命全权大使，现任中华人民共和国驻委内瑞拉玻利瓦尔共和国特命全权大使。

## 生平
1997年，进入中华人民共和国外交部工作，先后在驻玻利维亚大使馆、外交部拉丁美洲和加勒比司、驻西班牙大使馆、驻哥斯达黎加大使馆任职。2012年，任驻委内瑞拉大使馆参赞。2016年，任外交部拉丁美洲和加勒比司参赞。2018年，升任外交部拉丁美洲和加勒比司副司长。2020年1月，出任中华人民共和国驻哥伦比亚大使。2023年3月，自驻哥伦比亚大使离任。4月，出任中华人民共和国驻委内瑞拉大使。

## 家庭
已婚，有一子。